# Симская митрополия
Си́мская митрополия (греч. Μητρόπολη Σύμης) — епархия Константинопольской православной церкви на территории островов Сими, Тилос, Халки и Кастелоризо (в составе Додеканесского архипелага в Греции).

## История
Избранный 5 февраля 1924 года митрополит Герман (Анастасиадис), не был допущен на остров итальянскими оккупационными властями.
Митрополия была восстановлена в 2004 году единогласным решением Священного Синода Константинопольского Патриархата.
В состав епархии входит 18 приходов, более 200 часовен и 5 монастырей, самым известным из которых является монастырь Панормитис, посвящённый Архангелу Михаилу, расположенный на южном побережье острова.

## Епископы
- Герман (Анастасиадис) (5 февраля — 9 октября 1924)
- Хризостом (Димитриадис) (20 апреля 2004 — 9 января 2018)
- Хризостом (Пицис) (с 11 февраля 2018)